# 그레구아르 펜

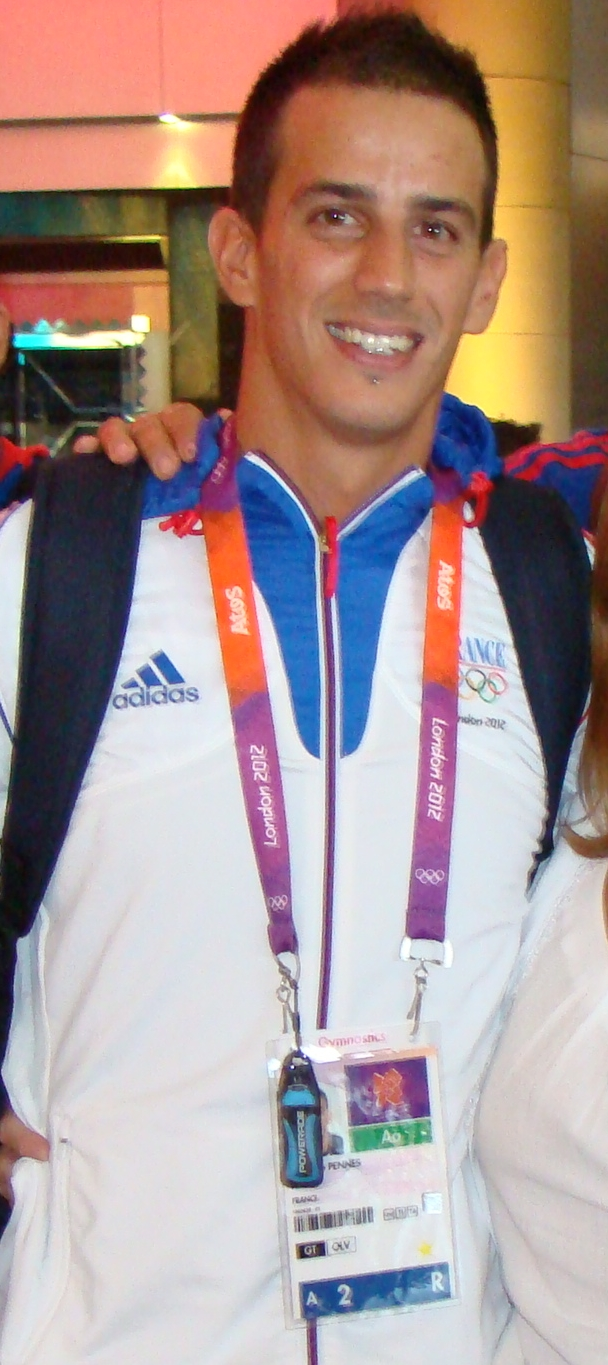
2012년 런던올림픽때.

그레구아르 펜(프랑스어: Grégoire Pennes; 1984년 1월 7일 ~ )은 프랑스의 남자 체조 선수이다. 세부종목은 트램펄린이다.
2008년엔 베이징에서 열린 2008년 하계 올림픽에 참가했고, 2012년 하계 올림픽에서는 7등으로 마무리했다.
2009년, 2010년 그리고 2011년에는 트램펄린 세계 선수권대회에 출전했고, 2009년과 2010년엔 싱크로나이즈 부문에서 세바스티앙 마티니와 함께 은메달을 땄다. 2009년 타이완 가오슝에서 열린 2009년 월드 게임에서는 같은부문에서 은메달을 땄다.